# Celso Esquivel
Celso Esquivel González (Artigas, Paraguay, 20 de marzo de 1981) es un futbolista paraguayo nacionalizado argentino. Juega de defensa y su equipo actual es el Club Sportivo San Pedro de la Primera División B de Paraguay.

## Trayectoria
Llegó a la Argentina en el año 1999 para jugar en San Lorenzo, equipo en el que jugó hasta el 2009. En este club disputó varios torneos internacionales, consagrándose campeón en la Copa Mercosur 2001 y la Copa Sudamericana 2002. Para su selección disputó los Juegos Olímpicos de Atenas 2004 obteniendo la Medalla de plata tras perder en la final ante el seleccionado argentino.
En 2007, ya relegado de la titularidad en el conjunto azulgrana, es transferido en condición de préstamo a Racing Club, donde no tiene la suficiente continuidad para permanecer en el país. Ese mismo año regresa a San Lorenzo, donde juega muy pocos partidos. Por este motivo, a comienzos de 2008 se dirige a su país para jugar en Sportivo Luqueño, equipo en el que tampoco logró continuidad.
A mediados de este mismo año decide volver a Argentina para jugar en Talleres de Córdoba de la Primera B Nacional. El 7 de septiembre, ante San Martín de San Juan, debutó en el equipo cordobés. Para el Apertura 2010 llega a Club Atlético Juventud Unida Universitario de la provincia de San Luis, Argentina. Luego de un año en el club decide firmar para el Club Atlético Alvarado de Mar del Plata, junto con su amigo y compañero en San Lorenzo de Almagro, Óscar Roberto Cornejo. Fue traspasado al Club Sol de América (Formosa) donde hizo buenos partidos y hasta marcó varios goles.
En julio de 2013, tras concluir su paso por el conjunto formoseño, comenzó a entrenarse con el plantel del Club Atlético Los Andes de Lomas de Zamora, equipo que militaba en la Primera B Metropolitana, tercera categoría del fútbol argentino; tras recibir el visto bueno del director técnico, Felipe De la Riva, Esquivel llegó a un acuerdo con la comisión directiva del milrayitas para convertirse en la novena incorporación del equipo de cara a la temporada 2013-14. Sin embargo, a pesar de tener arreglada su incorporación a Los Andes, el pase de Esquivel se cayó pocos días después de que fuera anunciada su contratación.
Luego, arregló su fichaje con el Sportivo Carapeguá por 6 meses que intenta salvarse del descenso.
En julio de 2014 fichó por el Club Sportivo Dock Sud de Argentina, que milita en la Primera C y se sumó a la pretemporada del equipo, en miras del campeonato de transición de ese año.

## Clubes
| Club                           | País      | Año       |
| ------------------------------ | --------- | --------- |
| San Lorenzo de Almagro         | Argentina | 1999-2009 |
| Racing Club (préstamo)         | Argentina | 2006-2007 |
| Sportivo Luqueño (préstamo)    | Paraguay  | 2008      |
| Talleres de Córdoba (préstamo) | Argentina | 2008-2009 |
| Sportivo Luqueño               | Paraguay  | 2009      |
| Juventud Unida Universitario   | Argentina | 2010-2011 |
| Alvarado                       | Argentina | 2011-2012 |
| Sol de América                 | Argentina | 2012-2013 |
| Sportivo Carapegua             | Paraguay  | 2013-2014 |
| Dock Sud                       | Argentina | 2014      |
| Club Almagro                   | Argentina | 2015      |
| Club Atlético Uruguay          | Argentina | 2016      |
| Club Atlético San Juan         | Paraguay  | 2017      |
| Club Sportivo San Pedro        | Paraguay  | 2019-act. |

## Palmarés

### Títulos nacionales
| Título                        | Club                   | País      | Año    |
| ----------------------------- | ---------------------- | --------- | ------ |
| Primera División de Argentina | San Lorenzo de Almagro | Argentina | C-2001 |

### Títulos internacionales
| Título                            | Club (*)               | Sede            | Año  |
| --------------------------------- | ---------------------- | --------------- | ---- |
| Copa Mercosur                     | San Lorenzo de Almagro | América del Sur | 2001 |
| Copa Sudamericana                 | San Lorenzo de Almagro | América del Sur | 2002 |
| Medalla de Plata Juegos Olímpicos | Paraguay Sub-23        | Atenas          | 2004 |

(*) incluyendo la selección.

## Estadísticas
En Argentina disputó 66 partidos (1 gol convertido). En Paraguay jugó 11 partidos (no convirtió) y para su selección jugó 16 partidos (convirtió 1 gol). En total jugó 93 partidos y convirtió 2 goles.